# Faxonia
Faxonia je monotipski biljni rod iz porodice glavočika, dio podtribusa Galinsoginae. Jedina vrsta je F. pusilla, meksički endem sa juga poluotoka California
To je zeljasta biljka koja naraste do 8 cm. visine. Rod je dobio ime po botaničkom ilustratoru Charlesu Edwardu Faxonu iz Arnold Arboretuma.

## Sinonimi
Nema.